# تايلور كالدويل
تايلور كالدويل (بالإنجليزية: Taylor Caldwell)‏ (7 سبتمبر 1900، مانشستر في المملكة المتحدة - 30 أغسطس 1985، غرينيتش في الولايات المتحدة)؛ كاتِبة، صحفية وروائية بريطانية. درست في جامعة بافالو.

## روابط خارجية
- تايلور كالدويل على موقع IMDb (الإنجليزية)
- تايلور كالدويل على موقع الموسوعة البريطانية (الإنجليزية)
- تايلور كالدويل على موقع مونزينجر (الألمانية)
- تايلور كالدويل على موقع قاعدة بيانات الفيلم (الإنجليزية)